# Dhaka topi

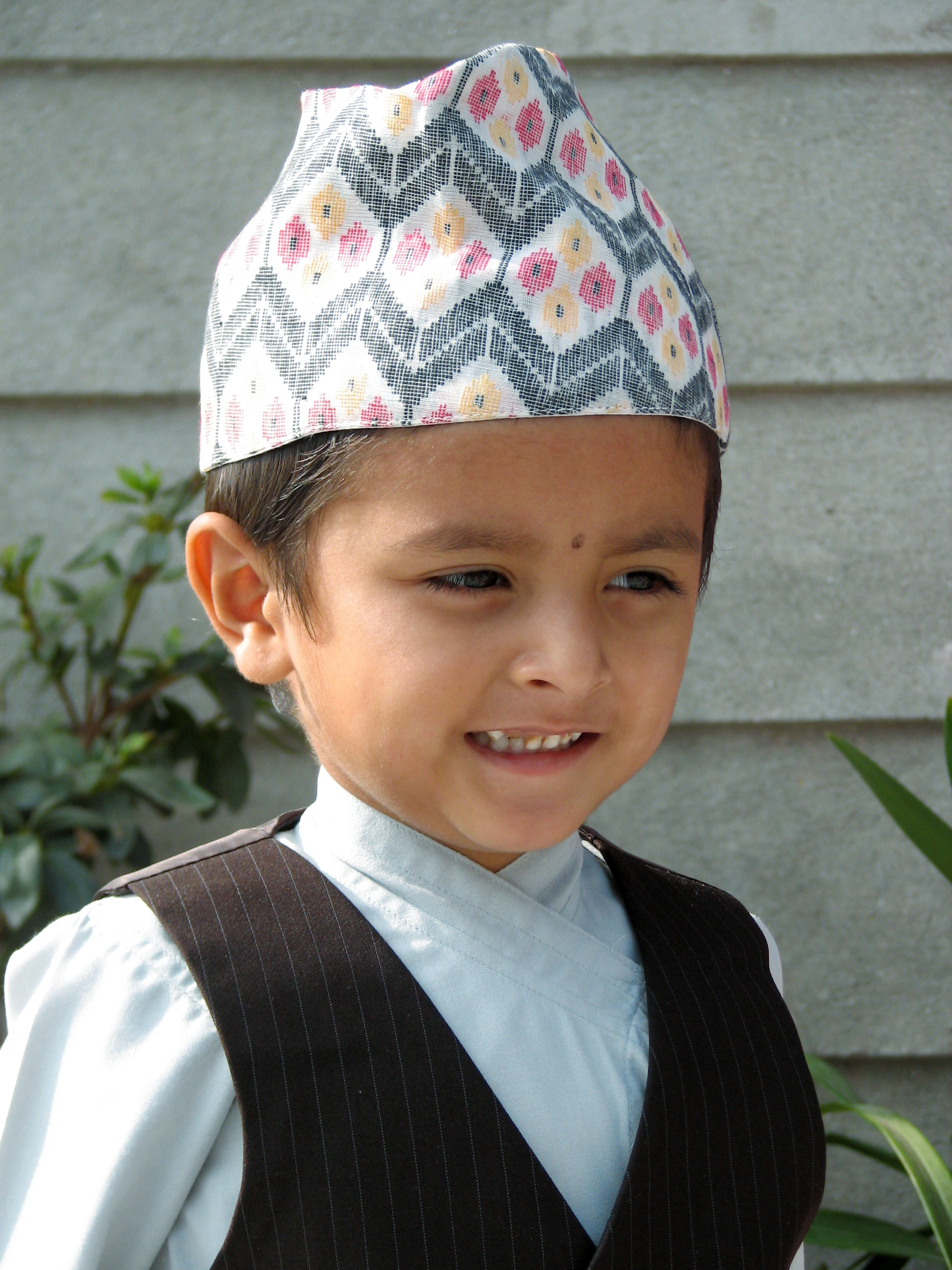
Nepalesisk pojke med dhaka topi.

Dhaka topi (nepali: ढाका टोपी) eller nepali topi, är en typ av hatt som är populär bland nepaleser och manliga indiska gorkhas, samt i deras diaspora. Huvudbonaden blev populär under kung Mahendra som regerade mellan 1955 och 1972. Dhaka är beteckningen på både bomullstyget och det geometriska mönstret. Namnet tros komma från staden Dhaka, huvudstaden i Bangladesh varifrån tyget importerades.
Topi bärs som en symbol för nationell stolthet. Nepali topi bärs också av regeringstjänstemän som en del av deras nationella klädsel.